# 王健 (1916年)
王健（1916年11月—2018年10月1日），祖籍江苏武进，生于天津。中国文史资料工作者，政治人物。1944年加入中国民主同盟，1949年加入中国共产党。早年追随李公朴从事革命和出版工作，1949年后任沈钧儒秘书，民盟中央常委、副秘书长、文史委员会主任，第五至七届全国政协委员。

## 生平
1916年生于天津，祖籍江苏武进。原学名金鏸。祖父王葆诚，晚清秀才，一辈子教书为生。父亲王掌纶、伯父王锡纶曾合伙开办中益织染工厂。
1930年代入天津法商学院读法律学。1937年参加中华民族解放先锋队，任分队长。抗日战争爆发后辗转至昆明，结识李公朴，一边在其创办的北门书店工作，一边在西南联大借读。1945年初，经李公朴、潘大逵介绍参加民盟昆明支部。1946年肄业于昆明中法大学文学院。1946年后任上海读书出版社校对，香港《国讯》编辑。
1948年，经中国共产党在港负责人潘汉年的安排，赴河北省平山县中共中央社会部工作（部长李克农，副部长潘汉年），后加入共产党。1949年初，任沈钧儒秘书（救国会主席、民盟中央常委、最高人民法院院长、全国人大常委会副委员长）。1950年，与李公朴（1946年牺牲）的女儿张国男结婚。1954年后兼在民盟中央委员会工作。1963年沈钧儒去世后正式转为民盟专职干部，曾任宣传部副部长。文化大革命期间曾在五七干校劳动。1978年后，历任民盟中央副秘书长、办公厅主任、执行局委员、文史委员会主任等职。是第五届、六届、七届全国政协委员（1978年－1993年），民盟第四届中央委员（1979年－1983年），民盟第五届、六届、七届中央常务委员（1983年－1997年）。
离休后游历美国和欧洲各国，花了十年时间写下《八十年生平纪事》，记录亲历的80年真实。
2018年10月1日在北京逝世，终年102岁。2018年11月，夫人张国男将王健在世时收藏的46册书籍资料捐赠给中国民主党派历史陈列馆。

## 著作
- 王健. . 群言出版社. 2016. ISBN 9787802566330.
- 王健. . 群言出版社. 1996.